# Smålandsfarvandet
Smålandsfarvandet (letterlijk vertaald "de klein-land-waterweg") is een zeestraat in Denemarken. Het verbindt de Grote Belt in oostelijke richting met de Storstrømmen en de Guldborg Sund. Het is een waterweg voor kustverkeer, jachten en andere kleine boten. Het wordt in het noorden begrensd door Seeland en in het zuiden door Falster en Lolland. In het Smålandsfarvandet liggen meerdere eilanden, waaronder Fejø, Femø, Askø, Lilleø, Skalø, Vejrø, en Rågø.